# Hodegetria

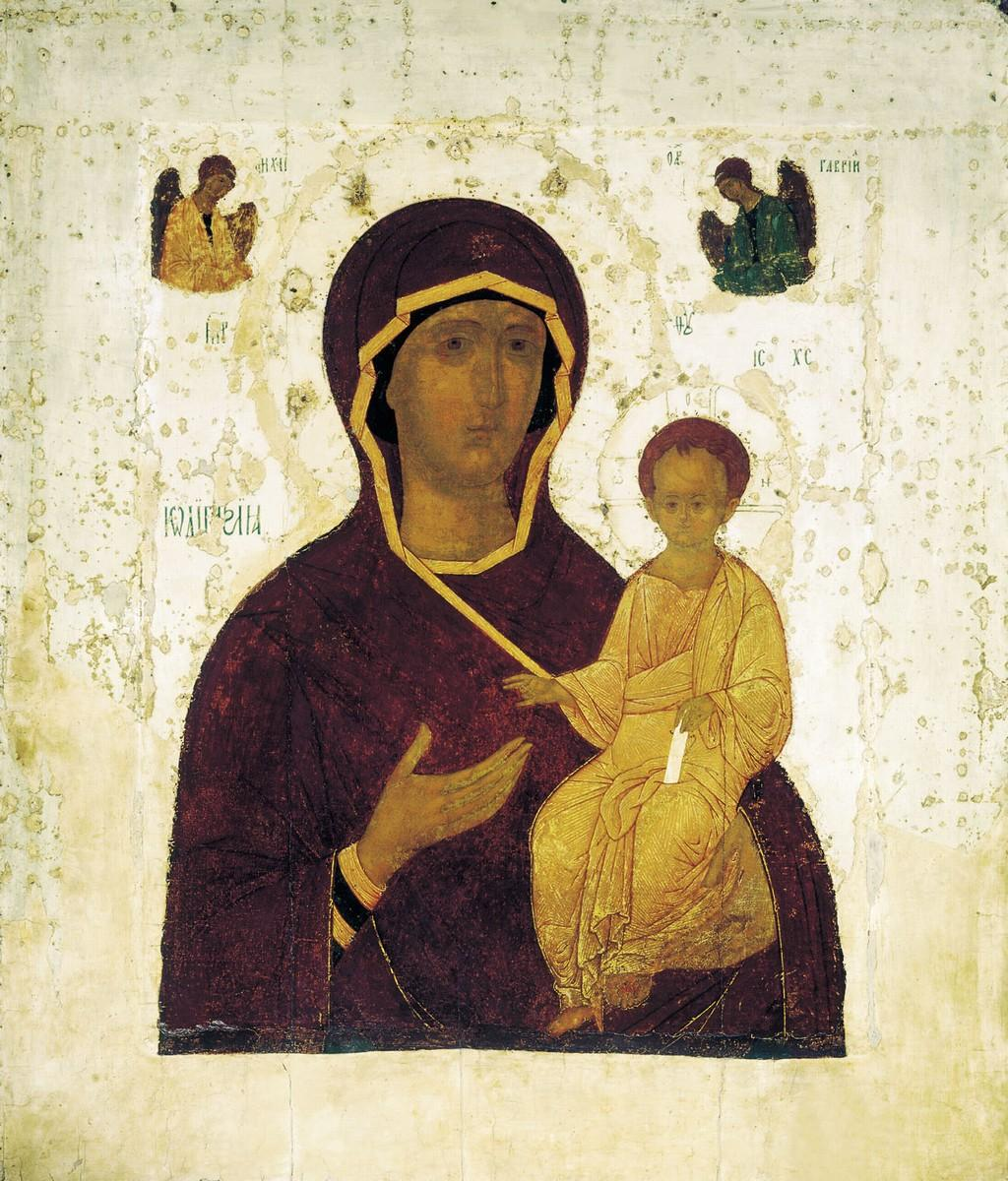
Một phiên bản Theotokos (khoảng 1500)

Hodegetria (tiếng Hy Lạp: Ὁδηγήτρια, nghĩa là: "Đấng Chỉ Đường"; tiếng Nga: Одигитрия), hoặc Đức Mẹ Đồng trinh Hodegetria, là một bức tranh mô tả về Theotokos (Đức Maria đồng trinh) một tay bồng Chúa Giêsu một tay chỉ vào người ám chỉ "Người là nguồn ơn cứu độ". Trong Giáo hội Tây Phương hình tượng này đôi khi được gọi là Đức Mẹ Chỉ Đường.
Truyền thông cho rằng, việc tôn kính các hình ảnh Hodegetria, đã xuất phát đầu tiên ở tu viện Panaghia Hodegetria trong xứ Constantinople, công trình được xây dựng đặc biệt để bảo vệ nó. Hình ảnh Hodegetria được cho là đã được mang về từ Đất Thánh bởi Eudocia, Hoàng hậu của Theodosius II (408-50), và được vẽ bởi chính Thánh Luca. Các biểu tượng có hai mặt, với mặt kia dùng đểđóng đinh và "có lẽ là một biểu tượng tôn giáo nổi bật nhất của Byzantium".
Biểu tượng ban đầu có lẽ hiện giờ đã mất, mặc dù các truyền thống khác nhau cho rằng nó có thể đang được lưu giữ ở Nga hoặc Ý. Một số lượng lớn các bản sao các hình ảnh Hodegetria đã được tôn kính và trở thành biểu tượng của Nga, trong đó nhiều tác phẩm được sao chép theo truyền thống riêng của họ. Bức hình Đức Mẹ Hằng Cứu Giúp cũng được coi là một tác phẩm có nguồn gốc từ Hodegetria.
Bức ảnh Hodegetria diễn tả Đức Mẹ một tay đang bồng con trẻ Giêsu, trong khi tay kia chỉ vào Người. Cử chỉ và ánh mắt của Đức Mẹ – hướng ra khỏi bức ảnh và nhìn vào người chiêm ngắm – mời gọi mọi người hãy tôn nhận Con của Mẹ là Đường, là Sự Thật và là Sự Sống. Do đó, bức ảnh còn được gọi là bức Dấu Chỉ Đường. Các nhà chú giải cũng tin rằng bức ảnh thánh này diễn tả Đức Mẹ chính là đường dẫn đến Chúa Kitô, bởi vì Mẹ đã sinh ra Chúa Giêsu cho thế giới và tiếp tục tỏ bày danh Người cho mọi dân tộc.
Trong bức ảnh thánh, Hài Nhi Giêsu trên tay phải của Đức Mẹ đang giơ tay ban phúc lành. Mặc dù là một con trẻ, nhưng Chúa Giêsu lại có vóc dáng cân đối và gương mặt của một thanh niên. Sự tương phản này có ý nói rằng Chúa Giêsu vừa là Con của Đức Maria, vừa là Con của Thiên Chúa, vừa hiện hữu trong thời gian như con người, vừa hằng hữu là Ngôi Lời, biểu tượng qua quyển sách Người đang cầm ở tay trái. Tư thế và dáng vẻ của Đức Mẹ nhắc cho các tín hữu rằng Con Mẹ là con người như chúng ta, nhưng lại siêu vượt chúng ta vô cùng.